# Diana Gaede
Diana Gaede (* 1963) ist eine deutsche Psychologin, Regisseurin und ehemalige Schauspielerin.

## Leben und Wirken
Diana Gaede beendete ihre Schullaufbahn im Jahr 1981 mit dem Abitur. Danach absolvierte sie ihre Schauspielausbildung an der Hochschule für Schauspielkunst Ernst Busch in Ost-Berlin. Sie war anschließend vor allem als Theaterschauspielerin tätig und trat in zahlreichen Theaterstücken, Varieté-Shows und Musicals auf, so unter anderem am Deutschen Theater Berlin oder am Staatstheater Cottbus. Als Schauspielerin vor der Kamera trat sie dagegen nur selten in Erscheinung.
Nach der Wende zog Gaede nach Nordrhein-Westfalen und studierte Psychologie, Philosophie und Theologie an der Ruhr-Universität Bochum. Sie war danach noch zeitweise als Schauspielcoach und Regisseurin am Wiener Burgtheater tätig. Gaede ist heute hauptsächlich als Psychologin tätig.
Diana Gaede ist Mutter von vier Kindern und wohnt mittlerweile in Ahrensburg.

## Filmografie
- 1985: Der Staatsanwalt hat das Wort: Verblendet (TV-Reihe)
- 1987: Polizeiruf 110: Im Kreis (TV-Reihe)
- 1988: Die Entfernung zwischen dir und mir und ihr